# Храм Преподобного Серафима Саровского (Ростов-на-Дону)
Церковь Серафима Саровского (Серафимовский храм) — православный храм в Ростове-на-Дону. Принадлежит к Юго-Западному благочинию Ростовской-на-Дону епархии Русской православной церкви. Был построен в станице Гниловской между 1904―1911 годами по проекту архитектора Б. А. Райченкова.

## История
История строительства Серафимовской церкви начинается в конце XIX века, когда осенью 1899 настоятель Гниловского-Троицкого храма обратился к Архиепископу Донскому и Новочеркасскому Афанасию с прошением о разрешении строительства нового храма. Для сбора средств был создан попечительский комитет под председательством казака Григория Петрова. В июле 1903 года Гниловский станичный сбор отвел место под строительство.

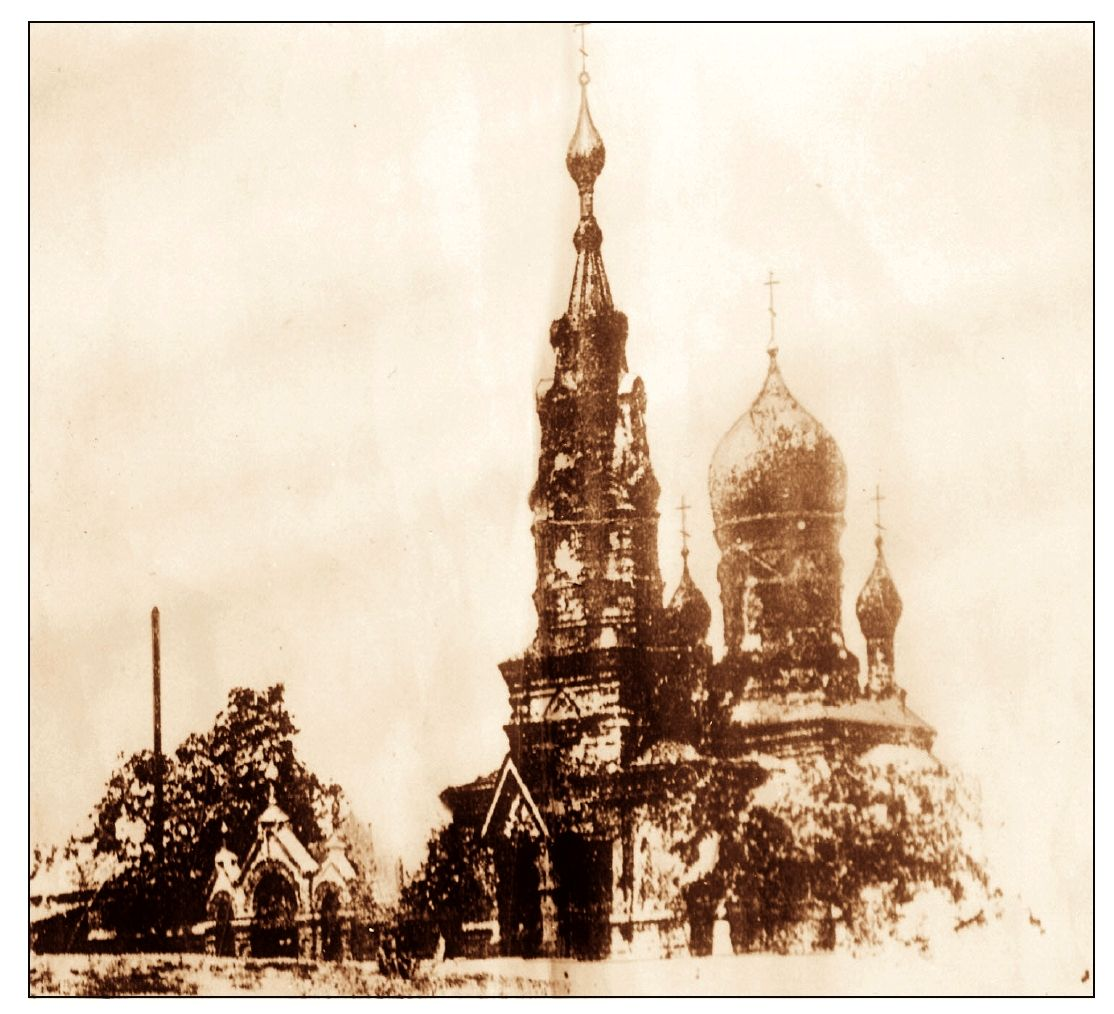
Церковь до революции

Православные жители станицы Гниловской одними из первых в России в 1904 году начали возводить храм во имя преподобного Серафима Саровского, оказавшего, по мнению Русской православной церкви, огромное благодетельное влияние на русский народ. В 1911 году строительство храма было закончено благодаря добровольным пожертвованиям прихожан. По благословению 4 декабря 1911 года благочинный Аксайского округа протоиерей Александр Григорьев совершил торжественный чин освящения нового храма во имя Преподобного Серафима Саровского.
В 1922 году, под предлогом помощи голодающим Поволжья, из Свято-Серафимовского храма было произведено изъятие церковных предметов из серебра и золота. Церковь закрыли в 1937 году, но затем богослужения были возобновлены в 1942 году и продолжались до 1956 года. В 1959—1960 годах храм был перестроен как музыкальная школа имени Глинки. Осенью 1992 года созданная православными ростовчанами община Свято-Серафимовского прихода с настоятелем отцом Сергием Разумцевым и «Союз казаков станицы Гниловской» начали действия по возвращению зданий, принадлежавших ранее церкви во имя преподобного Серафима Саровского. С января 1995 года работы по возрождению церкви во имя Преподобного Серафима Саровского берет под свое покровительство вновь прибывший на Донскую кафедру епископ Ростовский и Новочеркасский Пантелеимон. 14 сентября 2004 года Владыка Пантелеимон полным архиерейским чином освятил уже весь заново отстроенный храм. Постепенно заботами настоятеля, клира, попечительского совета и всех прихожан продолжались работы и по завершению внутреннего убранства храма.